# تروي سنايدر
تروي سنايدر (بالإنجليزية: Troy Snyder)‏ هو لاعب كرة قدم ومدرب كرة قدم أمريكي في مركز الدفاع، ولد في 24 نوفمبر 1965 في ريدينغ في الولايات المتحدة. شارك مع منتخب الولايات المتحدة تحت 20 سنة لكرة القدم ومنتخب الولايات المتحدة لكرة الصالات ومنتخب الولايات المتحدة لكرة القدم. أما مع النوادي، فقد لعب مع Minnesota Strikers ‏.

## وصلات خارجية
- تروي سنايدر على موقع الاتحاد الدولي (مؤرشف)  (الإنجليزية)
- تروي سنايدر على موقع قاعدة بيانات كرة القدم.إي يو (الإنجليزية)